# Khotun Corona
La Khotun Corona è una struttura geologica della superficie di Venere.